# جمال الحاج
جمال الحاج (عربی: جمال الحاج؛ زادهٔ ۲۸ اوت ۱۹۷۱) بازیکن سابق و مربی فوتبال اهل لبنان است.
وی همچنین در تیم ملی فوتبال لبنان بازی کرده‌است.